# 62 Dywizja Strzelecka Wojsk Wewnętrznych NKWD
62 Dywizja Strzelecka Wojsk Wewnętrznych NKWD (ros. 62-я стрелковая дивизия внутренних войск НКВД) – jedna z radzieckich dywizji piechoty w strukturze wojsk wewnętrznych NKWD z okresu II wojny światowej.

## Historia
Sformowana w Bołgradzie na mocy rozkazu 004 z 4 stycznia 1945. Znajdowała się w składzie 3 Frontu Ukraińskiego. W czerwcu 1945 została skierowana na Lubelszczyznę i Białostocczyznę w celu likwidacji tamtejszych oddziałów Armii Krajowej.
Rozformowana we wrześniu 1951.
Prokuratorzy pionu śledczego IPN ustalili, że na terenie objętym tzw. obławą augustowską (albo inaczej obławą lipcową) operował 385 Pułk Piechoty WW NKWD, wchodzący w skład 62 Dywizji Strzeleckiej WW NKWD.
Żołnierze dywizji zabili w 1950 Romana Szuchewycza.

## Skład
- 384 Pułk Piechoty Wojsk Wewnętrznych NKWD
- 385 Pułk Piechoty Wojsk Wewnętrznych NKWD
- 386 Pułk Piechoty Wojsk Wewnętrznych NKWD
- Kompania łączności
- Kompania medyczno-sanitarna
- Pluton uzbrojenia
- Pluton transportu samochodowego